# Barbara-Uttmann-Denkmal (Elterlein)

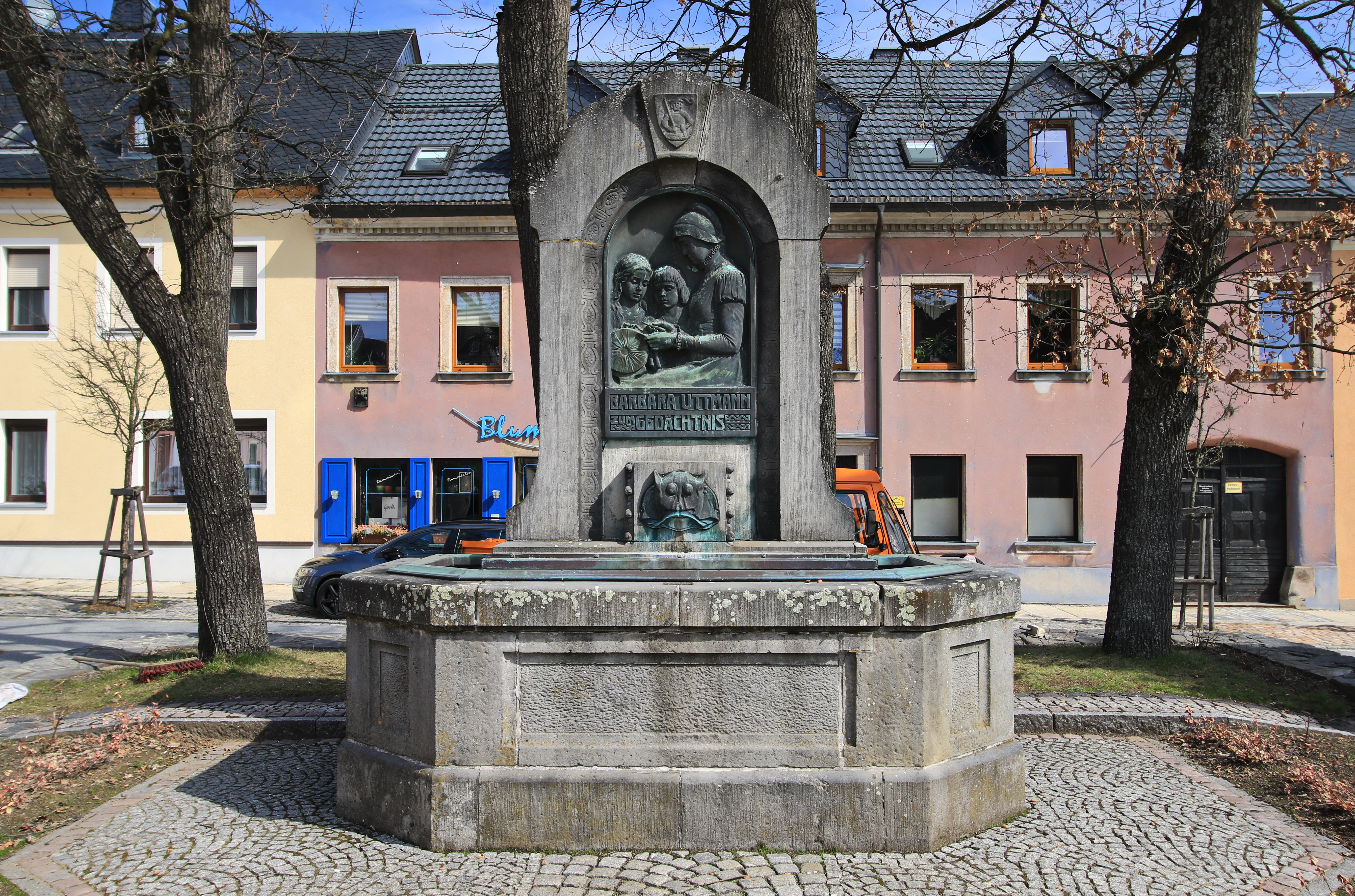
Brunnendenkmal für Barbara Uttmann in Elterlein

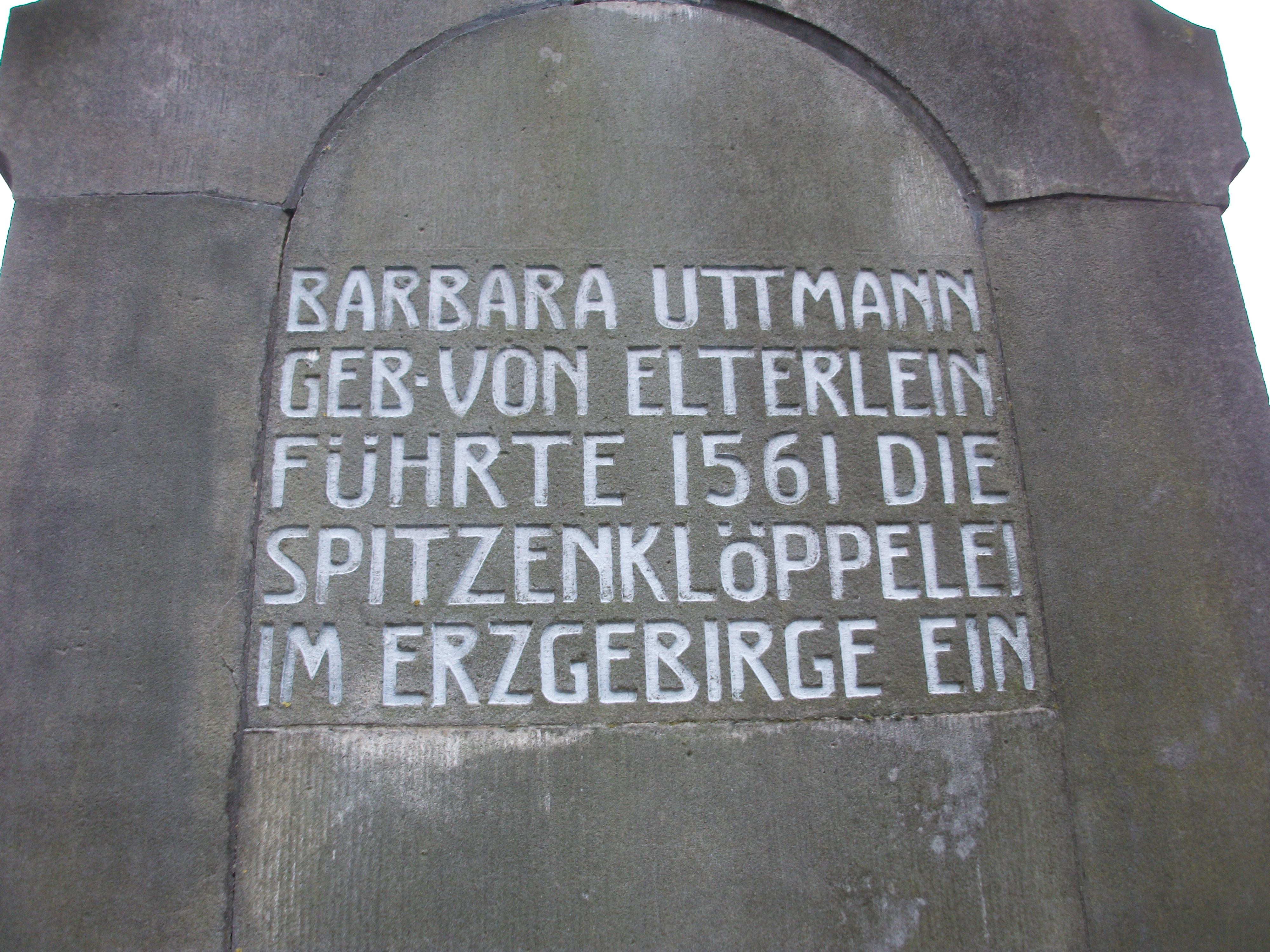
Inschrift auf der Rückseite des Denkmals

Das Barbara-Uttmann-Denkmal in Elterlein im sächsischen Erzgebirge erinnert in Form eines Gedenkbrunnens an die frühneuzeitliche Unternehmerin Barbara Uttmann geborene von Elterlein. Es wurde vom Bildhauer Felix Pfeifer aus Dresden geschaffen und im Juli 1910 enthüllt.

## Geschichte
Im Zuge der Feierlichkeiten um den 300. Sterbetag von Uttmann 1875 und der 1884 erfolgten Gründung des Erzgebirgszweigvereins in Elterlein, also jener Stadt, aus der deren Vorfahren stammten, beschloss man Silvester 1884 die Errichtung eines würdigen Denkmals für die Wohltäterin des Erzgebirges. 
Während im benachbarten Annaberg ein gleiches Vorhaben bereits 1886 umgesetzt wurde, kam der Plan in Elterlein wegen Geldmangels erst 1910 zur Ausführung. Dazu wurde am Markt ein Sandsteinbrunnen mit Stelenaufsatz errichtet, in dem sich ein Reliefporträt Barbara Uttmanns befindet. Sie zeigt darin einem Mädchen und einem Jungen das Klöppeln. Darunter befindet sich die Inschrift BARBARA UTTMANN ZUM GEDÄCHTNIS. Der Brunnen aus Sandstein ist 3,50 Meter hoch. An den einfachen Aufbau, der in einer flachen Nische ein 1,35 m hohes und 0,76 m breites Bronzerelief enthält, schließt sich nach vorn das Brunnenbecken an, in das ein Tierkopf aus Bronze einen breiten Wasserstrahl speit. An der Rückseite des Denkmals, deren Inschrift darauf verweist, dass Uttmann angeblich 1561 die Klöppelschulen im Erzgebirge einführte, befindet sich eine einfache Bank.
Die feierliche Enthüllung des Denkmals fand am 25. Juli 1910 u. a. im Beisein des Annaberger Amtshauptmanns Max Weißwange statt.
Aus Anlass der Enthüllung des Barbara-Uttmann-Denkmals in Elterlein wurde die Barbara-Uttmann-Stiftung zum Besten armer Spitzenklöpplerinnen ins Leben gerufen.